# 越谷市農業協同組合
越谷市農業協同組合（こしがやしのうぎょうきょうどうくみあい）は、埼玉県越谷市を管轄とする農業協同組合。通称：JA越谷市。南彩農業協同組合との合併が構想されている。

## 概要
- 1963年（昭和38年）3月28日 - 設立。
- 2000年（平成12年）10月 - JA川柳と合併し、越谷市及び草加市の一部（柿木町・青柳町・青柳）を管轄するJAとして新たに発足。
- 2016年（平成28年）3月22日 - 本店・中央支店が越谷市赤山町1丁目から現在地に移転。

## 店舗
- 本店
- ローン相談センター
- 西支店
- 中央支店
- 東支店
- 北支店
- 南支店
- 経済センター
- 農機センター
- 野菜集荷所
- ふれあいファーム（農産物直売所）
- グリーン・マルシェ（ファーマーズマーケット）